# Sanção social

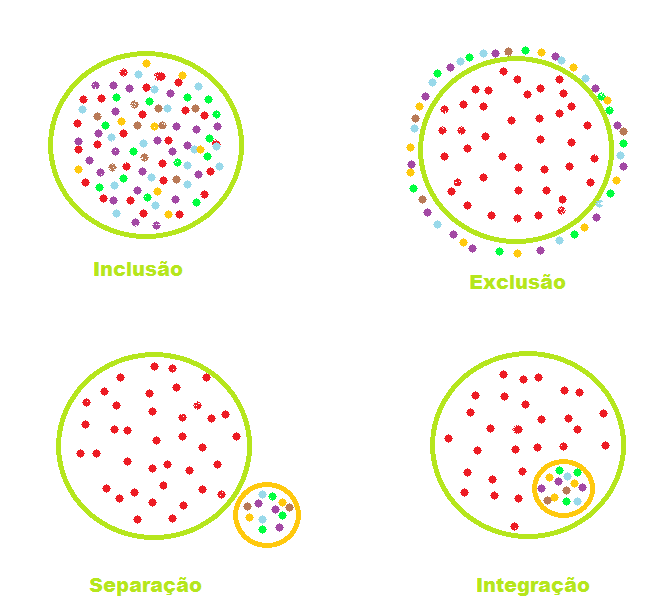
Ilustração diferenciando exclusão, inclusão, separação e integração.

A sanção social, para a filosofia, a sociologia e o direito, diz respeito à reação punitiva que a sociedade aplica a um indivíduo que lhe infrinja o conjunto de normas, tanto legais, éticas ou morais.  
A sanção social é um conceito central na sociologia e na antropologia, descrevendo o processo pelo qual um grupo social reforça as normas e valores através de recompensas por conformidade e punições por desvio. É uma forma de controle social informal, operando principalmente através da aprovação ou desaprovação dos outros membros do grupo.
Segundo Irineu Colombo, é um dos fatores que "deu origem aos mecanismos de poder e forjaram as normas de direito apropriadas no surgimento do estado", e que varia de intensidade. Assim, a reação social a alguém que não responde a um "bom-dia" levará a pessoa a ser considerada "antipática", de modo sutil induzindo-a a não mais repetir a indelicadeza a fim de não receber a rejeição que a atitude provocou. Em grau mais elevado, a sanção é proferida pelo estado, como no caso dos crimes. O autor ainda esclarece que, em decorrência da normatização social da conduta, este gera a própria existência do seu estudo: "o juízo de apreciação ante a conduta humana, que é suscetível de qualificações do ponto de vista do bem e do mal, ou entre o certo e o errado, é chamado de ética".

## Tipos
Existem dois tipos principais de sanções sociais: positivas e negativas. As sanções positivas são recompensas ou aprovações concedidas a indivíduos que seguem as normas e expectativas sociais. Por exemplo, elogios, reconhecimento público ou inclusão social podem ser considerados sanções positivas. Elas servem para reforçar o comportamento desejado e encorajar a conformidade com as normas do grupo.
Por outro lado, as sanções negativas são punições ou desaprovações aplicadas aos indivíduos que violam as normas sociais estabelecidas. Isso pode incluir ostracismo, críticas, exclusão social ou até mesmo punições legais, dependendo da gravidade da infração. As sanções negativas são destinadas a desencorajar o comportamento desviante e manter a coesão social dentro do grupo.
Além disso, as sanções sociais podem ser formais ou informais. As sanções formais são aplicadas por instituições ou autoridades designadas, como sistemas judiciais ou governamentais, enquanto as sanções informais são aplicadas pelos membros do grupo em suas interações cotidianas. As sanções informais são frequentemente mais poderosas em moldar o comportamento, pois são baseadas na pressão social e na busca de aceitação dentro do grupo.
A eficácia das sanções sociais em moldar o comportamento humano e manter a ordem social depende de vários fatores, incluindo a coesão do grupo, a clareza das normas sociais, a consistência na aplicação das sanções e o grau de identificação dos indivíduos com o grupo. Em algumas culturas ou contextos, as sanções sociais podem ser extremamente poderosas e influentes, exercendo um controle significativo sobre o comportamento dos membros do grupo.
No entanto, as sanções sociais também podem ser objeto de críticas, especialmente quando são usadas para reprimir a diversidade, promover a conformidade excessiva ou perpetuar desigualdades sociais. Portanto, é importante considerar o papel das sanções sociais dentro de um contexto mais amplo de valores culturais, justiça social e respeito pelos direitos individuais.

## Aplicações
Diversas sociedades registram tradições sobre a forma como operam a sanção social por meio da humilhação aos que infringem suas condutas. No Japão, onde a não-punição dos infratores era considerada uma ameaça à coletividade, havia um “festival de insultos” durante o qual pessoas mascaradas expunham as condutas reprocháveis dos moradores do lugar: a chacota levaria os infratores a se corrigirem. Entre os Ashanti a ridicularização se constitui no principal mecanismo de sanção coletiva, prática que é comum no histórico de vários países mediterrâneos.
Entre alguns povos esquimós, uma prática de duelo de canções e gestos é exemplo de como as sociedades tribais aplicam a sanção social sem a necessidade do emprego da violência.